# صنع (برمجة)
في عملية تطوير البرمجيات، صنع (بالإنجليزية: make)‏ هي الأداة التي تبني تلقائيا البرامج القابلة للتنفيذ ومكتباتها من شفرة المصدر، عن طريق قراءة الملفات التي تسمى «ملفات البناء: makefiles» التي تحدد الكيفية التي نصل بها إلى البرنامج الهدف. صنع تستطيع أن تقرر من أين تبدأ من خلال فرز طوبولوجي.